# 陸上風帆

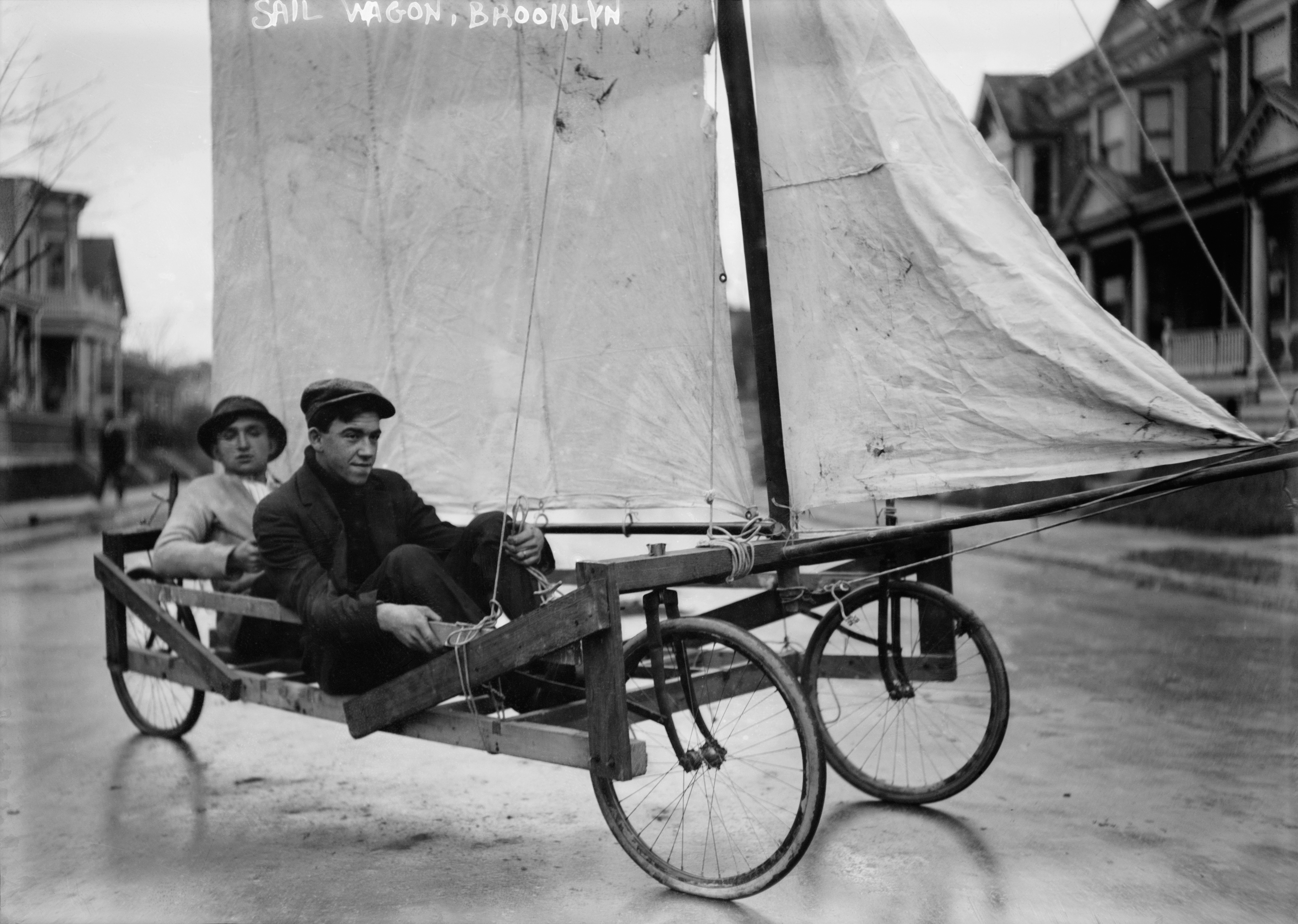
陸上風帆

陸上風帆，是一种风力三輪車，中间有帆布，使用风力而运动。行驶在陆地上，就像在海灘、機場行驶一样。三千年以前，埃及就已经出现这种车了。中国南梁也出现过这种车。1908年，始賽於法國、比利時。现在的車身，使用玻璃纖維和金屬制造，配以強帆，可以行驶很远。